# چاچ (استان لهستان بزرگ‌تر)
چاچ (به لهستانی:  Czacz) یک روستا در لهستان است که در گمینا شمیگیل واقع شده‌است.